# LH 토지주택대학교
LH토지주택대학교(LH土地住宅大學校, LH University)는 대전광역시 유성구에 소재한 한국토지주택공사 부설 토지주택연구원에서 운영하는 대한민국 공기업 최초의 4년제 사내대학이다. 건설경영학과와 건설기술학과를 운영하며 학과별로 4년 동안 48과목 140학점을 이수하면 학사 학위를 받는다. 학과별 정원은 20명씩 총 40명이다. 교과 과정은 공사의 업무수행에 필요한 기초이론과 현장중심 실무교육으로 이루어진다. 현업근무와 병행교육으로 업무공백 최소화를 위해 수업은 금요일 오후 3~9시, 토요일 오전 9시~오후 7시에 진행된다.

## 연혁
- 2012년 10월 LH토지주택대학교 설립
- 2013년 3월 8일 개교[6]

## 총장
LH토지주택대학교의 총장은 교수 등 교직원들의 업무를 감독하고, 교무를 총괄하며 학생을 지도하고 학교를 대표한다. 한국토지주택공사 사장이 겸임하며, 2022년 현재 기준, 변창흠 전 국토장 자관 역임하고 있다.

## 교육편제
다음은 LH토지주택대학교의 개설과
.
- 건설경영학과
- 건설기술학과

## 같이 보기
- 사내대학
- 대전광역시
- 한국토지주택공사